# Баланс білого кольору
Баланс білого кольору — один з параметрів передачі кольорового зображення, що визначає відповідність колірної гами зображення об'єкта колірній гамі об'єкта зйомки.
Зазвичай вживається як змінювана характеристика фотографічного процесу, фотоматеріалу, систем кольорового друку й копіювання, телевізійних систем і пристроїв відтворення графічної інформації (наприклад, моніторів).
Баланс білого, корекція балансу білого, настроювання білої крапки або корекція кольору — технологія корекції кольорів зображення об'єкта до тих кольорів, у яких людина бачить об'єкт за природних умов (об'єктивний підхід), або до тих кольорів, які є найпривабливішими (суб'єктивний підхід).
Виставлення балансу білого не можна замінити простою зміною яскравості одного з каналів, а виконується зміною співвідношення яскравостей каналів таким чином, щоб сумарна яскравість лишалась незмінною.

## Теоретичні нюанси
Людина за будь-якого освітлення бачить об'єкт (свідомо) білого кольору як білий, тому що необхідну корекцію кольору автоматично проводять людське око і мозок.
Якщо джерело освітлення має неперервний спектр теплової природи, то цьому спектру можна поставити у відповідність деяку температуру, до якої треба нагріти абсолютно чорне тіло, щоб його випромінювання мало такий самий спектральний склад. Ця температура одержала назву колірної температури. Колірну температуру вимірюють у кельвінах.
Полум'я свічки має колірну температуру близько 1800 К, лампи розжарювання — 2500 К, схід сонця — 3800 К, лампа-спалах — 5500 К, блакитне безхмарне небо в літній день — 11000 К і вище.
Коректне визначення колірної температури за спектром джерела для флуоресцентних, багатьох ртутних і низькотемпературних газорозрядних ламп, люмінофорних джерел світла й більшості світлодіодів дати неможливо, тому що значна частка випроміненої енергії припадає на вузькі частини видимого спектра. В зв'язку з тим, що в природі таке освітлення зустрічається вкрай рідко, око людини не має ефективних засобів адаптації до таких джерел. Однак і в цих випадках мозок створює «відчуття білого кольору» для відповідних об'єктів (наприклад, снігу або аркуша білого паперу). У таких випадках кажуть про «псевдобіле» джерело світла й визначають його колірну температуру шляхом візуального порівняння зі зразками.
Найскладніша ситуація для «балансу білого» — наявність двох і більше різних джерел з різною колірною температурою. У цьому випадку очі та мозок людини однаково «побачать» правильні кольори предметів, однак і плівка, і телекамера, і цифровий фотоапарат відтворять частину предметів як «кольорові».
Наприклад, якщо ми виставили баланс білого в цифровому апараті на «денне світло», то частина кадру, освітлена лампами розжарювання, буде виглядати жовтою, флуоресцентними лампами — зеленою, рожевою або фіолетовою (для різних типів ламп), у випадку сцени, що освітлена безхмарним небом, тіні будуть блакитними.

## Баланс білого кольору в цифровій фотографії
У цифровій фотографії «баланс білого кольору» може бути реалізований на трьох етапах:
- Зміна коефіцієнтів підсилення аналогових підсилювачів у колірних каналах матриці. Цей метод дозволяє одержати велику фотографічну широту не за однієї (оптимальної для даного типу матриці) колірної температури освітлення, а у всьому доступному діапазоні колірних температур. Застосовується фірмою Pentax, наприклад, в апаратах Pentax *ist Ds.
- Обробка оцифрованих даних під час перетворення в графічний файл у фотоапараті.
- Обробка RAW файлу на комп'ютері.

На відміну від плівкової фотографії, обробкою цифрових зображень легко досягається не тільки баланс світлочутливості, але й баланс контрастності.

## Режими балансу білого в цифровому фотоапараті
Встановити баланс білого в сучасному (2005—2010 рік) апараті можна такими способами:
- Зйомка у форматі RAW дозволяє виставляти баланс білого після зйомки на комп'ютері. У цьому випадку встановлення балансу білого на апараті корисне для правильного показу зображення на екрані апарата після зйомки або при роботі електронного видошукача.

В багатьох цифрових фотоапаратах фотограф за допомогою спеціальної кнопки або в меню може вручну встановлювати тип освітлення кадру — сонце, денне світло, блакитне (тінь) і хмарне небо, люмінесцентна лампа, лампа розжарювання з вольфрамовою ниткою, фотоспалах і т. д. і камера вносить поправку на відповідну колірну температуру.
Інший ручний режим — корекція кольору «за сірим аркушем», вимагає деякого часу й погіршує оперативність зйомки, але результати зазвичай виходять найкращі. У цьому режимі фотограф поміщає поруч із об'єктом зйомки аркуш сірого паперу і, перш ніж почати зйомку, калібрує камеру за цим аркушем. Корекція кольору за білим аркушем не дає ідеального результату, тому що під час виробництва паперу, для відбілювання використовуються різні барвники. У випадку ж із сірим папером, виробник може гарантувати, що це сполучення тільки чорного і білого кольорів.
Деякі апарати дозволяють задати джерело освітлення безпосередньо в кельвінах — це корисно під час студійної зйомки, коли колірна температура освітлювальних приладів заздалегідь відома з їхніх паспортів або може бути виміряна колориметром.
Автоматичний баланс білого. Логіка процесора виходить із припущення, що усереднено кадр нейтральний у кольорі, і найяскравіші фрагменти кадру мають нейтрально-білий колір, а всі інші кольори коректуються відносно них. Для корекції кольору в цифровій технології досить змінити коефіцієнти підсилення в потрібних колірних каналах. Подібний алгоритм добре працює в деякому діапазоні колірних температур і за теплового характеру спектра освітлення. Але в складних умовах, коли яскравий колір не є білим, кадр буде мати спотворену передачу кольору.